# Anders Silwer
Anders Silwer, född 20 januari 1959 i Båstad, är en svensk officer (generallöjtnant).
Anders Silwer var mellan perioden 1 mars 2008 och 31 december 2011 flygvapeninspektör, och mellan 1 januari 2012 och 31 december 2013 insatschef. Han var slutligen produktionschef 1 januari 2014 till 28 februari 2017 och gick därefter i pension. 
Han inledde sin karriär som officer och stridsflygare på F 10 Ängelholm där han bland annat flög J 35 Draken. Han befordrades 2001 till överste, 2006 till brigadgeneral, 2008 till generalmajor och 2012 till generallöjtnant.
Silwer är ledamot av Krigsvetenskapsakademien sedan 2000. Han är styrelsemedlem i Nixu Corporation (apr 2019-ff), Advenica (apr 2018-ff) och Fortifikationsverket (okt 2017-ff).
Medlem av “the International Hall of Fame” vid United States Air University sedan 2009. 

## Militär karriär
- 1979 - Överfurir
- 1981 - Sergeant
- 1983 - Löjtnant vid Skånska flygflottiljen, Ängelholm
- 1989 - Kapten
- 1993 - Major
- 1998 - Överstelöjtnant
- 2001 - Överste
- 2006 - Brigadgeneral
- 2008 - Generalmajor
- 2012 - Generallöjtnant

## Befattningar
- 1979-1981 Instruktör markförsvar, F 10, Ängelholm
- 1985-1989 Flygförare J 35 Draken, F 10
- 1990-1992 Flyglärare J 35 Draken, F 10.
- 1993-1994 Ställföreträdande divisionschef, F 10.
- 1994-1995 Divisionschef, F10.
- 1998-2000 Chef taktisk utprovning JAS 39, F 7, Såtenäs.
- 2001-2002 Chef taktikavdelningen, Flygtaktiskt Kommando, Uppsala
- 2003-2004 Ställföreträdande Chef Flygtaktiskt Kommando, Uppsala
- 2004-2005 Chef Strategiledningens planeringsavdelning, HKV
- 2006-2007 Chef Flygtaktiskt kommando, Insatsstaben, Uppsala
- 2007-2008 Ställföreträdande Chef Flygtaktisk stab, Insatsstaben, Högkvartet
- 2008-2011 Flygtaktisk chef och Flygvapeninspektör
- 2012-2013 Insatschef
- 2014-2017 Produktionschef

## Utmärkelser
- Försvarsmaktens värnpliktsmedalj
- Guldmedaljen För nit och redlighet i rikets tjänst
- Luftvärnsregementets förtjänstmedalj i silver
- Flygvapenfrivilligas Riksförbunds förtjänstmedalj i silver

## Utbildning
- 2000-2001 Air War College, Air University, AL, USA (Master in Strategic Studies)
- 1995-1997 Militärhögskolans Chefsprogram
- 1992-1993 Militärhögskolans Allmänna kurs